# Alvincziana resolutio
Az Alvincziana resolutio I. Lipót magyar király által 1693. május 14-én kiadott rendelete, amely válasz volt Alvinczi Péternek, az erdélyi rendek utasításokkal ellátott követének előterjesztéseire. A Diploma Leopoldinumot kiegészítő okirat az Erdélyi Fejedelemség  vallási és közigazgatási viszonyait szabályozta, és 1848-ig maradt érvényben.

## Keletkezése
Az 1690. október 16-án kibocsátott Diploma Leopoldinum rendelkezéseit Erdélyben többen is sérelmezték. A katolikusok hátrányosnak ítélték meg azt, hogy a vallás, a fejedelmi adományok, valamint a dézsma ügyében a diploma fenntartotta a status quot, a szászok a szerzett jogaik elvesztését féltették attól a kitételtől, hogy országos törvények kivétel nélkül rájuk is vonatkoznak, így az első három pont alkalmazása függőben maradt. Az 1692. március 15-ére összehívott országgyűlésen tárgyalások indultak a katolikusokkal a vallást illetően valamint a szászokkal az adózással kapcsolatban.
Mivel a katolikusok nem csupán a sérelmeik orvoslását kérték, hanem olyan követelésekkel álltak elő, amely a katolikus egyház túlsúlyát eredményezték volna, a tárgyalások elakadtak, és csak Johann Friedrich Ambrosius von Veterani, a császári haderő erdélyi parancsnoka nyomására indultak újra április 19-én, majd június 19-én, de megállapodás nem jött létre. A szászokkal  1692 áprilisában sikerült egyezségre jutni az adókkal és katonai kötelezettségekkel kapcsolatban.
A tárgyalások eredményeinek bemutatására 1692. június 22-én követség indult Bécsbe, melynek tagjai a kormánytanács részérő Alvinczi Péter és Dálnoky János, az erdélyi szász univerzitás részéről Johannes Zabanius, az Erdélyi Római Katolikus Státus részéről Baranyai Gergely voltak. Alvinczi több emlékiratot is benyújtott, amíg végre választ kapott, ez volt az Alvincziana resolutio. I. Lipót ezen kívül további két diplomát bocsátott ki, az egyik a katolikusok sérelmeit hozta helyre, a másikban megerősítette a szászokkal kötött megállapodást.
Az Alvincziana resolutiót az 1693. szeptember 16-i rendi országgyűlésen ismertették.

## Tartalma
A Diploma Leopoldinum első pontját kiegészítették azzal, hogy a négy bevett vallás szabadon gyakorolható, és az egyházak vagyona megmarad. Ugyanakkor a második ponthoz hozzátették, hogy a katolikusoknak át kell adni ingyen a kolozsvári református templomot, az unitárius kollégiumot, és a gyulafehérvári templomot, illetve 15 000 forintért a kolozsmonostori apátságot. Az Alvincziana resolutio ezt úgy módosította, hogy a kolozsvári nagytemplomot kell átadni.
Az Alvincziana resolutio rendelkezett a Gubernium székhelyéről és szervezetéről is. Ígéretet tartalmazott arra vonatkozóan, hogy a Diploma Leopoldinumot nem változtatják meg, továbbá, hogy a székelyeket háborúban nem viszik ki a haza határain, hacsak azt a haza védelmének szüksége nem parancsolja. A kormány székhelye Gyulafehérvár lett, és az Erdélyi Udvari Kancelláriát különválasztották a magyarországitól, de áthelyezték Bécsbe. A fiskális jövedelmeket az erdélyi rendeknek adták bérbe.